# 椿本舗
椿本舗（つばきほんぽ）は、日本の化粧品メーカーである。椿油を原料とする化粧品の製造および販売を行っている。

## 沿革
- 2011年1月31日：会社設立
- 2011年8月29日：「化粧品製造販売許可証」許可番号 13ＣＯＸ10791取得
- 2011年9月14日：美椿スキンケアオイル発売
- 2011年10月14日：美椿スキンケアソープ発売
- 2014年9月：スキンケアローション発売
- 2016年4月：本社　東京都大田区大森北へ移転